# فاضلاب ثقلی

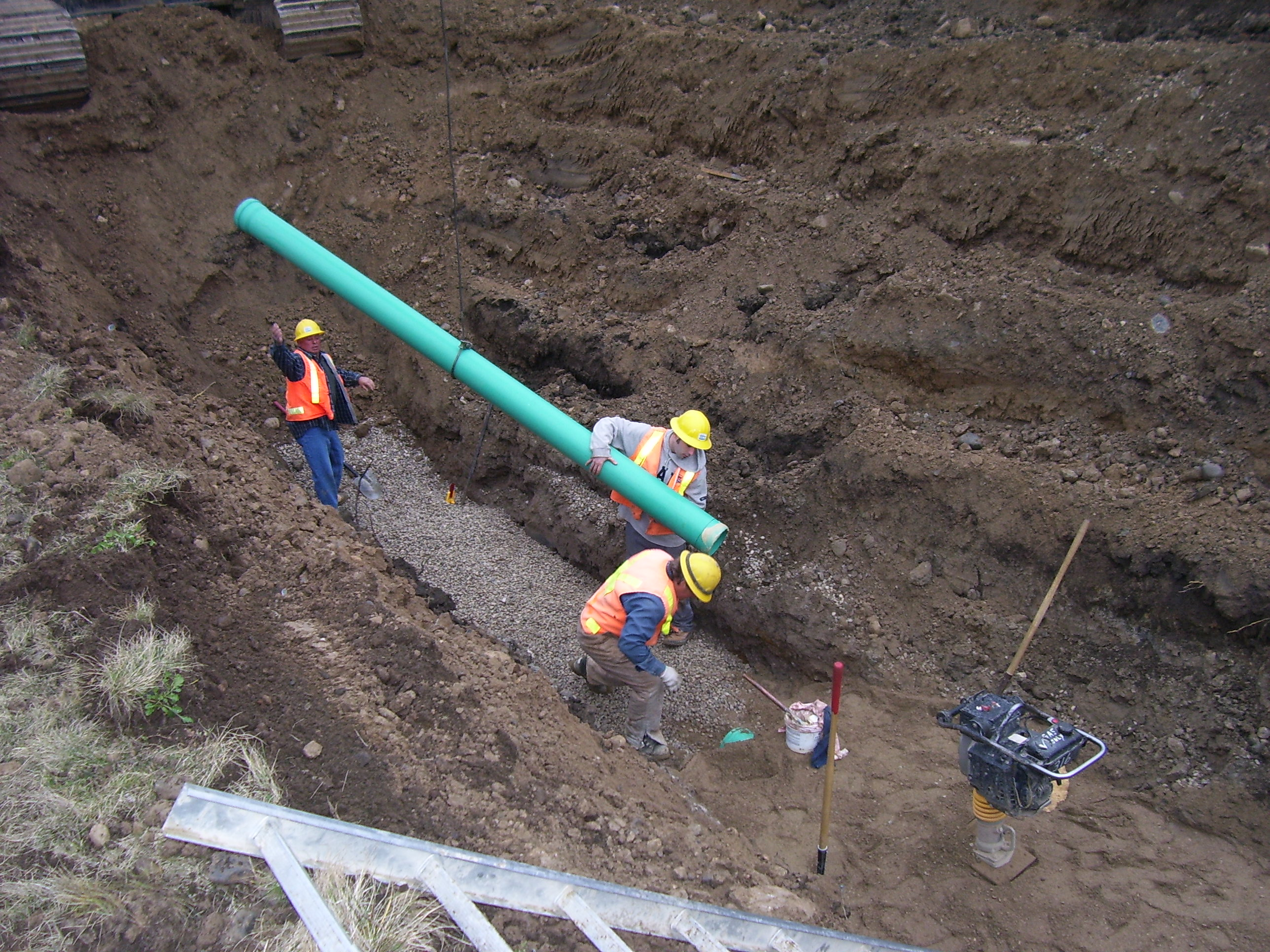
نصب فاضلاب ثقلی که عمق حفاری قابل توجهی را که اغلب برای حفظ شیب مطلوب مورد نیاز است، نشان می‌دهد.

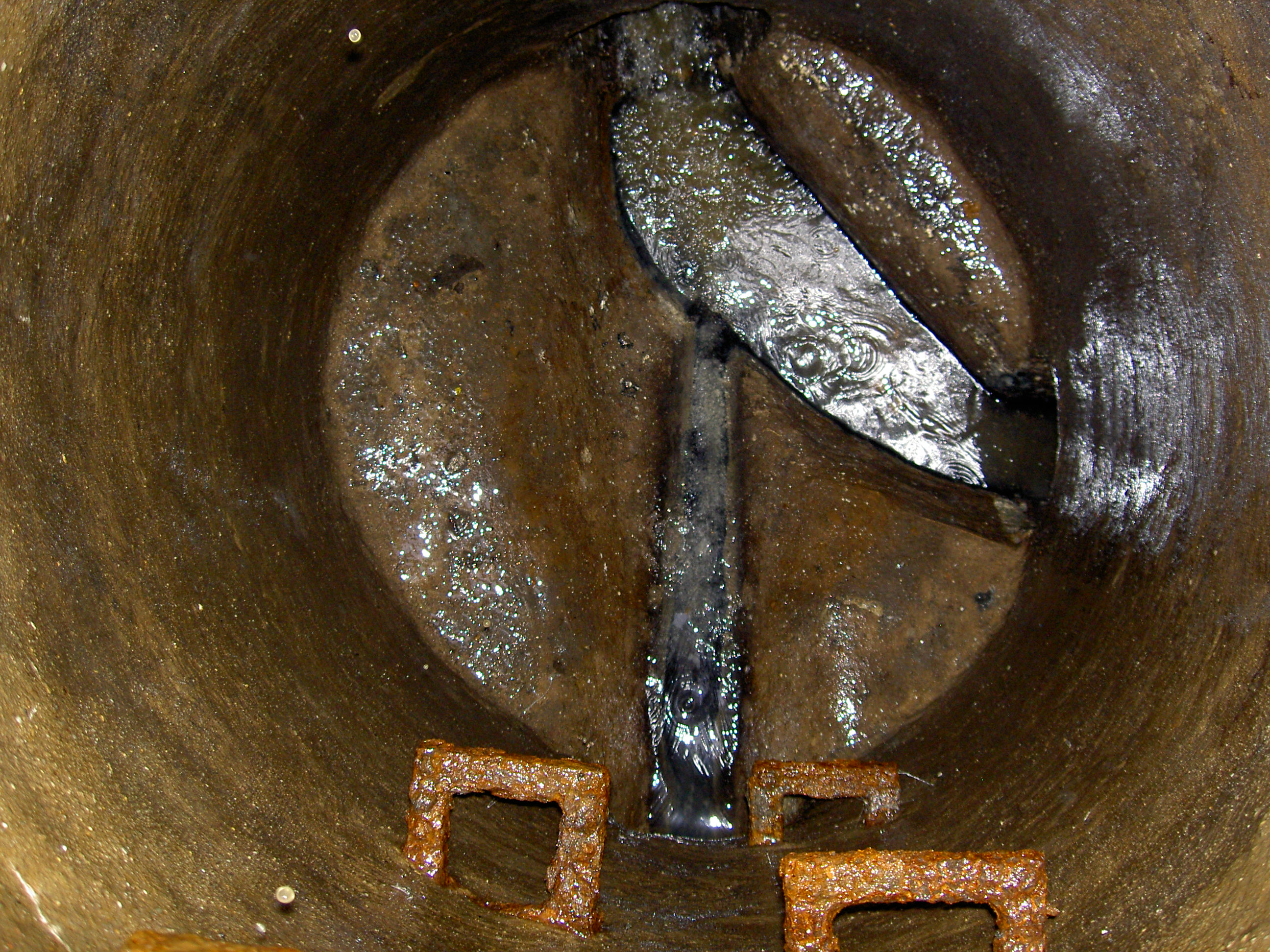
جریان فاضلاب ثقلی از نمای پایین به داخل یک منهول بهداشتی باز.

فاضلاب ثقلی، مجرایی است که از انرژی حاصل از اختلاف ارتفاع برای حذف آب ناخواسته استفاده می‌کند. اصطلاح فاضلاب به معنای حذف فاضلاب یا رواناب سطحی است، نه آب مورد استفاده؛ و اصطلاح گرانش حرکت آب ناشی از نیروی برق یا فاضلاب‌های خلأ را شامل نمی‌شود. بیشتر فاضلاب‌ها از نوع ثقلی هستند زیرا نیروی جاذبه، حرکت آب را بدون هزینه انرژی و در هر جایی که شیب مطلوب باشد، تضمین می‌کند. فاضلاب‌های ثقلی ممکن است به چاهک‌هایی تخلیه شوند که در آنجا پمپاژ برای هدایت فاضلاب به مکانی دور یا بالا بردن فاضلاب به ارتفاع بالاتر برای ورود به فاضلاب ثقلی دیگر مورد نیاز است و اغلب برای بالا بردن فاضلاب به تصفیه‌خانه‌های فاضلاب به ایستگاه‌های بالابر نیاز است. فاضلاب‌های ثقلی می‌توانند فاضلاب بهداشتی، فاضلاب ترکیبی، فاضلاب طوفان یا فاضلاب پساب باشند.

## هیدرولیک فاضلاب ثقلی
سیستم‌های فاضلاب ثقلی معمولاً شبیه الگوی رواناب منطقه‌ای هستند که در آن فاضلاب‌های تنه بزرگ در هر دره، جریان را از فاضلاب‌های جانبی کوچک‌تر که به سمت دامنه تپه‌ها امتداد یافته‌اند، دریافت می‌کنند. سیستم‌های فاضلاب در زمین‌های نسبتاً مسطح نیاز به برنامه‌ریزی و ساخت دقیق دارند تا تلفات انرژی در سقوط آزاد، پیچ‌های تند یا تقاطع‌های آشفته به حداقل برسد. هر مسیر فاضلاب باید به‌طور معمول حداقل سرعت لازم را برای معلق نگه داشتن جامدات و جلوگیری از انسداد ناشی از رسوب جامدات در نواحی با سرعت پایین تجربه کند. با این حال، فاضلابروها در مناطق تپه‌ای ممکن است برای جلوگیری از آسیب فاضلابروها در اثر سرعت بالای سیال و اثرات فرسایش ناشی از مواد جامد دانه‌دار در جریان آشفته، به ویژگی‌های اتلاف انرژی نیاز داشته باشند. فاضلاب‌های سرپوشیده برای جلوگیری از یخ‌زدگی، زیر خط یخبندان دفن می‌شوند و به اندازه کافی عمیق هستند تا جریان ثقلی از منابع فاضلاب پیش‌بینی‌شده را دریافت کنند. فاضلاب‌های ثقلی طویل ممکن است برای حفظ شیب قابل قبول در نزدیکی خروجی فاضلاب، به عمق حفاری یا تونل‌سازی قابل توجهی نیاز داشته باشند.

## جایگزین‌های پمپاژ برای گرانش
وجود پمپ‌های قابل اعتماد، امکان بالا بردن آب‌های انباشته شده به داخل فاضلاب‌های ثقلی از چاهک‌های جمع‌آوری در حفاری‌هایی مانند معادن یا پی ساختمان‌ها را فراهم می‌کند، اما هزینه پمپاژ رواناب سطحی، استفاده از ایستگاه‌های بالابر در زهکش‌های طوفان یا فاضلاب‌های ترکیبی را منتفی می‌کند. هزینه سرمایه‌ای بهره‌برداری و نگهداری ایستگاه‌های بالابر و منابع برق اضطراری معمولاً هزینه اولیه قابل توجه حفاری یا تونل‌سازی برای ساخت فاضلاب ثقلی را توجیه می‌کند. تصفیه فاضلاب در مکان‌های متمرکز بیشترین کارایی را دارد؛ و اغلب برای بالا بردن فاضلاب از ارتفاعات پایین‌تر به تصفیه‌خانه فاضلاب، پمپاژ لازم است. سازه‌هایی به نام تنظیم‌کننده‌ها، هنگامی که اوج جریان در فاضلاب‌های ترکیبی از ظرفیت پمپاژ فراتر رود، اجازه سرریز شدن به فاضلاب‌های خروجی ثقلی را می‌دهند. در صورت نیاز به تصفیه، فاضلاب‌های بهداشتی برای پمپاژ مقرون به صرفه فاضلاب ترجیح داده می‌شوند. در جاهایی که شیب مناسب است، فاضلاب‌های ثقلی ترجیح داده می‌شوند، اما ایستگاه‌های بالابر اغلب فاضلاب را به تصفیه‌خانه‌های فاضلاب منتقل می‌کنند.
فاضلاب‌های وکیوم دارای فشار منفی دائمی هستند؛ به دلیل پیشرفت‌های فناوری، از نظر هزینه‌های بهره‌برداری و نگهداری با فاضلاب‌های ثقلی قابل مقایسه‌تر شده‌اند و نصب آنها ارزان‌تر است.

## تاریخچه
اولین فاضلاب‌ها، جوی‌هایی بودند که برای تخلیه آب‌های راکد از مکان‌های گل‌آلود، جایی که زمین خشک برای فعالیت‌های انسانی ترجیح داده می‌شد، استفاده می‌شدند. فاضلاب‌های اولیه عملکردی مشابه زهکشی‌های طوفان مدرن داشتند (که گاهی اوقات فاضلاب‌های طوفان نامیده می‌شوند) فاضلاب‌های ترکیبی از عمل استفاده از جریان در جوی‌های زهکشی اولیه برای حذف سایر زباله‌ها از جمله مدفوع حیوانات تکامل یافته‌اند. با افزایش غلظت زباله در جوامع با تراکم جمعیت بالا، فاضلاب‌ها زننده شدند. برای پوشاندن مایعات تهاجمی، آبگذرهایی نصب شد. جوامع مرفه از سنگ‌تراشی و آجرچینی برای پوشاندن فاضلاب‌های اولیه استفاده می‌کردند. لوله‌های سفالی برای فاضلاب‌های کم‌حجم استفاده می‌شدند. بخشی از فاضلاب که به درون یک آبنمای طبیعی تخلیه می‌شود، ریزشگاه نامیده می‌شود.

## مصالح بهبود یافته فاضلاب

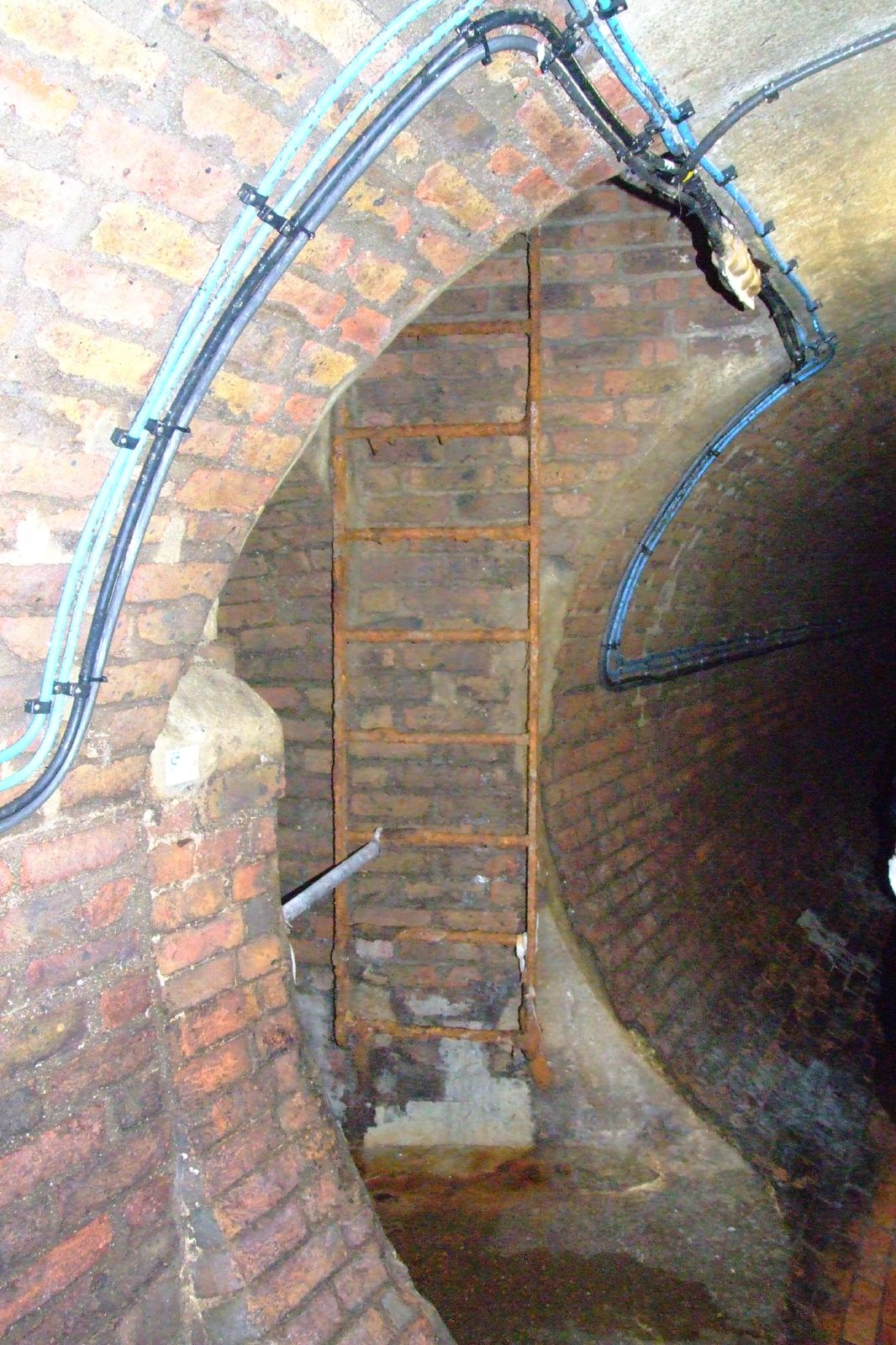
فاضلاب‌های ثقلی آجری قدیمی مانند این معمولاً با بتن مسلح جایگزین می‌شوند.

انقلاب صنعتی تراکم جمعیت را در مناطق تولیدی افزایش داد و لوله‌هایی تولید کرد که برای سیستم‌های تخلیه فاضلاب از ساختمان‌ها به فاضلاب مفید بودند. فاضلاب‌های ثقلی از لوله‌های چدنی، لوله‌های سفالی شیشه‌ای، لوله‌های بتنی پیش‌ساخته، لوله‌های آزبست سیمانی و لوله‌های پلاستیکی ساخته شده‌اند. در حالی که برخی از فاضلاب‌های آجری قدیمی هنوز در حال استفاده هستند، فاضلاب‌های جدید با قطر بیش از ۱ متر (۳۹ اینچ) معمولاً از بتن مسلح استفاده می‌کنند. لوله فلزی موجدار می‌تواند برای زهکشی‌های طوفان یا فاضلاب‌هایی با خطر خوردگی کم مشابه استفاده شود. مقاطع غیر دایره‌ای ممکن است برای فاضلاب‌های با قطر بزرگ مزایایی داشته باشند.